# بادي رايس
بادي رايس (بالإنجليزية: Buddy Rice)‏ هو سائق سيارة سباق أمريكي، ولد في 31 يناير 1976 في فينيكس في الولايات المتحدة.

## وصلات خارجية
- الموقع الرسمي
- بادي رايس على موقع Racing-Reference.info (الإنجليزية)
- بادي رايس على موقع DriverDB.com (الإنجليزية)
- بادي رايس على موقع إن إن دي بي (الإنجليزية)